# Tučep
Tuçep en albanais et Tučep en serbe latin (en serbe cyrillique : Тучеп) est une localité du Kosovo située dans la commune/municipalité d'Istog/Istok et dans le district de Pejë/Peć. Selon le recensement kosovar de 2011, elle compte 12 habitants, tous serbes.

## Démographie

### Évolution historique de la population dans la localité
| 1948 | 1953 | 1961 | 1971 | 1981 | 1991 | 2011 |
| ---- | ---- | ---- | ---- | ---- | ---- | ---- |
| 259  | 306  | 413  | 409  | 351  | 318  | 12   |

|  |